# Колодинська Ванесса Валеріївна
Ванесса Валеріївна Колодинська (біл. Ванэса Валер’еўна Каладзінская; нар. 27 грудня 1992, Бобруйськ) — білоруська борчиня вільного стилю, дворазова чемпіонка світу, дворазова чемпіонка, срібна та бронзова призерка чемпіонатів Європи, бронзова призерка Олімпійських ігор. Майстер спорту Білорусі міжнародного класу з вільної боротьби.
Відібраний як "нейтральний" спортсмен для участі в Олімпіаді 2024 року в Парижі, однак має приналежність до МВС Білорусі, що заборонено правилами. 

## Біографія
Народилась в спортивній родині. Мати Людмила Андріївна Щербакова — в минулому Заслужений тренер Білорусі з гімнастики, тато Валерій Вікентійович Колодинський був головним тренером національної збірної команди з жіночої гімнастики. Навчалася в Бобруйському училищі олімпійського резерву. У 2015 році закінчила факультет фізичного виховання Могильовського державного університету ім. А. О. Кулешова.

## Спортивні результати на міжнародних змаганнях

### Виступи на Олімпіадах
| Змагання                                   | Збірна   | Вагова категорія          | Місце  |
| ------------------------------------------ | -------- | ------------------------- | ------ |
| Боротьба на літніх Олімпійських іграх 2012 | Білорусь | жіноча боротьба, до 48 кг | 8      |
| Боротьба на літніх Олімпійських іграх 2020 | Білорусь | жіноча боротьба, до 53 кг | Бронза |

### Виступи на Чемпіонатах світу
| Змагання                        | Збірна   | Вагова категорія          | Місце  |
| ------------------------------- | -------- | ------------------------- | ------ |
| Чемпіонат світу з боротьби 2010 | Білорусь | жіноча боротьба, до 48 кг | 13     |
| Чемпіонат світу з боротьби 2011 | Білорусь | жіноча боротьба, до 48 кг | 20     |
| Чемпіонат світу з боротьби 2012 | Білорусь | жіноча боротьба, до 48 кг | Золото |
| Чемпіонат світу з боротьби 2014 | Білорусь | жіноча боротьба, до 48 кг | 25     |
| Чемпіонат світу з боротьби 2017 | Білорусь | жіноча боротьба, до 53 кг | Золото |
| Чемпіонат світу з боротьби 2018 | Білорусь | жіноча боротьба, до 53 кг | 14     |
| Чемпіонат світу з боротьби 2019 | Білорусь | жіноча боротьба, до 53 кг | 10     |
| Чемпіонат світу з боротьби 2023 | —        | жіноча боротьба, до 53 кг | Срібло |

### Виступи на Чемпіонатах Європи
| Змагання                         | Збірна   | Вагова категорія          | Місце  |
| -------------------------------- | -------- | ------------------------- | ------ |
| Чемпіонат Європи з боротьби 2011 | Білорусь | жіноча боротьба, до 48 кг | 9      |
| Чемпіонат Європи з боротьби 2012 | Білорусь | жіноча боротьба, до 48 кг | 13     |
| Чемпіонат Європи з боротьби 2017 | Білорусь | жіноча боротьба, до 53 кг | Золото |
| Чемпіонат Європи з боротьби 2018 | Білорусь | жіноча боротьба, до 53 кг | Срібло |
| Чемпіонат Європи з боротьби 2019 | Білорусь | жіноча боротьба, до 53 кг | Бронза |
| Чемпіонат Європи з боротьби 2020 | Білорусь | жіноча боротьба, до 53 кг | Золото |

### Виступи на Європейських іграх
| Змагання              | Збірна   | Вагова категорія          | Місце |
| --------------------- | -------- | ------------------------- | ----- |
| Європейські ігри 2015 | Білорусь | жіноча боротьба, до 48 кг | 17    |
| Європейські ігри 2019 | Білорусь | жіноча боротьба, до 53 кг | 8     |

### Виступи на Кубках світу
| Змагання                    | Збірна   | Вагова категорія | Місце |
| --------------------------- | -------- | ---------------- | ----- |
| Кубок світу з боротьби 2018 | Білорусь | команда          | 6     |

### Виступи на інших змаганнях
| Змагання                                                         | Збірна   | Вагова категорія          | Місце  |
| ---------------------------------------------------------------- | -------- | ------------------------- | ------ |
| Гран-прі Німеччини з боротьби 2010                               | Білорусь | жіноча боротьба, до 48 кг | 5      |
| Турнір Олександра Медведя 2011                                   | Білорусь | жіноча боротьба, до 48 кг | Золото |
| Відкритий чемпіонат Польщі з боротьби 2011                       | Білорусь | жіноча боротьба, до 48 кг | 7      |
| Турнір Дана Колова — Николи Петрова 2012                         | Білорусь | жіноча боротьба, до 48 кг | 8      |
| Олімпійський кваліфікаційний турнір з боротьби 2012 (Тайюань)    | Білорусь | жіноча боротьба, до 48 кг | Срібло |
| Гран-прі Німеччини з боротьби 2012                               | Білорусь | жіноча боротьба, до 48 кг | 5      |
| Відкритий чемпіонат Польщі з боротьби 2012                       | Білорусь | жіноча боротьба, до 48 кг | 8      |
| Турнір Олександра Медведя 2012                                   | Білорусь | жіноча боротьба, до 48 кг | Золото |
| Гран-прі «Іван Яригін» 2013                                      | Білорусь | жіноча боротьба, до 48 кг | 5      |
| Турнір Дана Колова — Николи Петрова 2013                         | Білорусь | жіноча боротьба, до 48 кг | Бронза |
| Гран-прі Німеччини з боротьби 2014                               | Білорусь | жіноча боротьба, до 48 кг | 11     |
| Гран-прі Іспанії з боротьби 2014                                 | Білорусь | жіноча боротьба, до 48 кг | 14     |
| Золотий Гран-прі з боротьби 2014 (Баку)                          | Білорусь | жіноча боротьба, до 48 кг | 11     |
| Відкритий чемпіонат Польщі з боротьби 2014                       | Білорусь | жіноча боротьба, до 48 кг | 9      |
| Вогні Москви 2014                                                | Білорусь | жіноча боротьба, до 48 кг | 4      |
| Klippan Lady Open 2015                                           | Білорусь | жіноча боротьба, до 48 кг | 11     |
| Олімпійський кваліфікаційний турнір з боротьби 2016 (Зренянин)   | Білорусь | жіноча боротьба, до 53 кг | 5      |
| Олімпійський кваліфікаційний турнір з боротьби 2016 (Стамбул)    | Білорусь | жіноча боротьба, до 48 кг | 5      |
| Кубок Європейських націй з боротьби 2016                         | Білорусь | команда                   | Срібло |
| Henri Deglane Challenge 2016                                     | Білорусь | жіноча боротьба, до 53 кг | Срібло |
| Гран-прі Парижа з боротьби 2017                                  | Білорусь | жіноча боротьба, до 53 кг | Бронза |
| Klippan Lady Open 2017                                           | Білорусь | жіноча боротьба, до 53 кг | Срібло |
| Турнір Дана Колова — Николи Петрова 2017                         | Білорусь | жіноча боротьба, до 53 кг | Золото |
| Pro Wrestling League 2018                                        | Білорусь | команда                   | Бронза |
| Відкритий чемпіонат Польщі з боротьби 2018                       | Білорусь | жіноча боротьба, до 53 кг | 8      |
| Pro Wrestling League 2019                                        | Білорусь | команда                   | 5      |
| Klippan Lady Open 2019                                           | Білорусь | жіноча боротьба, до 55 кг | Срібло |
| Турнір Дана Колова — Николи Петрова 2019                         | Білорусь | жіноча боротьба, до 53 кг | Бронза |
| Турнір міста Сассарі з боротьби 2019                             | Білорусь | жіноча боротьба, до 55 кг | Срібло |
| Турнір Маттео Пелліцоне 2020                                     | Білорусь | жіноча боротьба, до 55 кг | Золото |
| Київський міжнародний турнір з боротьби 2021                     | Білорусь | жіноча боротьба, до 53 кг | Срібло |
| Європейський олімпійський кваліфікаційний турнір з боротьби 2021 | Білорусь | жіноча боротьба, до 53 кг | Срібло |
| Турнір Яшара Догу 2021                                           | Білорусь | жіноча боротьба, до 53 кг | Золото |

### Виступи на змаганнях молодших вікових груп
| Змагання                                       | Збірна   | Вагова категорія          | Місце  |
| ---------------------------------------------- | -------- | ------------------------- | ------ |
| Чемпіонат Європи з боротьби до 23 років 2015   | Білорусь | жіноча боротьба, до 48 кг | Бронза |
| Чемпіонат Європи з боротьби серед юніорів 2009 | Білорусь | жіноча боротьба, до 44 кг | 5      |
| Чемпіонат світу з боротьби серед юніорів 2009  | Білорусь | жіноча боротьба, до 44 кг | 9      |
| Чемпіонат Європи з боротьби серед юніорів 2010 | Білорусь | жіноча боротьба, до 48 кг | Бронза |
| Чемпіонат світу з боротьби серед юніорів 2010  | Білорусь | жіноча боротьба, до 48 кг | 8      |
| Чемпіонат Європи з боротьби серед юніорів 2011 | Білорусь | жіноча боротьба, до 48 кг | Бронза |
| Чемпіонат Європи з боротьби серед кадетів 2007 | Білорусь | жіноча боротьба, до 38 кг | 7      |
| Чемпіонат Європи з боротьби серед кадетів 2008 | Білорусь | жіноча боротьба, до 43 кг | Срібло |
| Чемпіонат Європи з боротьби серед кадетів 2009 | Білорусь | жіноча боротьба, до 46 кг | 12     |